# Centaurea djebel-amouri
Centaurea djebel-amouri — вид квіткових рослин айстрових (Asteraceae). Ендемік Алжиру.